# The Whole Thing Started with Rock & Roll Now It's Out of Control
The Whole Thing Started with Rock & Roll Now It's Out of Control è il secondo album a nome di Ray Manzarek, pubblicato dalla Mercury Records nel 1974. Il disco fu registrato al Sound Labs. Inc. di Hollywood, California (Stati Uniti).

## Tracce
Lato A
1. The Whole Thing Started with Rock & Roll Now It's Out of Control – 2:33 (Ray Manzarek, Danny Sugerman, Dick Wagner)
2. The Gambler – 5:25 (Ray Manzarek, Danny Sugerman)
3. Whirling Dervish – 5:24 (Ray Manzarek, Paul Davis)
4. Begin the World Again – 6:39 (Ray Manzarek)

Lato B
1. I Wake Up Screaming – 3:34 (testo di Jim Morrison, musica di: Ray Manzarek, Danny Sugerman)
2. Art Deco Fandango – 3:02 (Ray Manzarek)
3. Bicentennial Blues (Love It or Leave It) – 7:56 (Ray Manzarek)
4. Perfumed Garden – 5:58 (Ray Manzarek)

## Musicisti
- Ray Manzarek - pianoforte, clavinet, pianoforte elettrico wurlitzer, fender rhodes, organo, armonica (harp), sintetizzatore (freeman string), pianoforte (tack), celesta
- Mark Pines - chitarra
- Mike Fennelly - chitarra
- Joe Walsh - chitarra
- George Segal - banjo
- Gary Mallaber - batteria, vibrafono
- Flo & Eddie - voce (brani: A1, B3 e B4)
- John Klemmer - sassofoni (brano: A3)
- Patti Smith - voce (brano: B1)
- Steve Forman - percussioni
- Paul Davis - percussioni
- Mike Melvoin - arrangiamenti strumenti a fiato